# Jiwaka Province
Jiwaka ist seit Mai 2012 eine Provinz in Papua-Neuguinea. Die Bezeichnung leitet sich von den Ortsbezeichnungen Jimi, Wahgi und Kambia ab. Jiwaka ist ebenfalls die Bezeichnung für die Sprache der ortsansässigen Menschen. In der 4.798 km² großen Provinz leben 341.928 Einwohner (Stand: 2011). Hauptstadt ist Minj.

## Geschichte
Die Provinz entstand durch Ausgliederung von Süd- und Nord-Wahgi und Mittel- und Ober-Jimi aus der Western Highlands Province.

## Sprache
Neben Melpa ist Jiwaka die größte Sprache der Western Highlands Province. Sie wird von circa 30.000 bis 60.000 Menschen gesprochen. Der Waghi-Fluss trennt den Melpa-sprechenden Kulturkreis im Norden von den Jiwaka-sprechenden Menschen im Süden. Eine weitere Sprache des Distrikts ist Ek Nii.